# NGC 7384
NGC 7384 is een ster in het sterrenbeeld Pegasus. Het hemelobject werd op 27 november 1850 ontdekt door de Ierse astronoom William Parsons.